# Goeroe Nanak

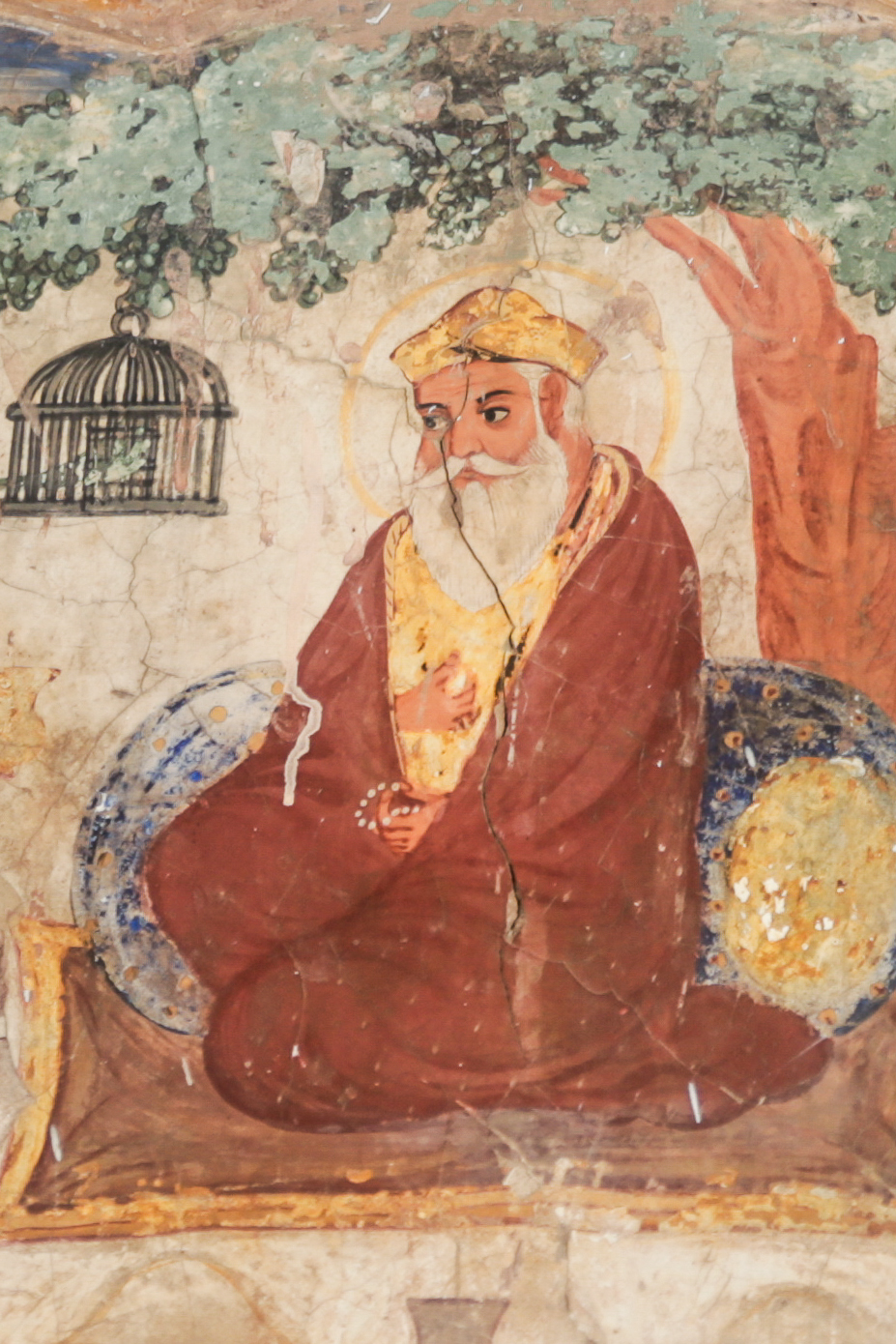
19de-eeuwse muurschildering van Goeroe Nanak

Goeroe Nānak (Gurmukhi: ਸ੍ਰੀ ਗੁਰੂ ਨਾਨਕ ਦੇਵ ਜੀ, Devanagari: स्री गुरु नानक देव जी) (20 oktober 1469 - 7 mei 1539) was de stichter van het sikhisme en eerste van tien goeroes van de sikhs.
Nānak werd in het dorp Rāi Bhoi dī Talvaṇḍī geboren, nu Nankana Sahib, dicht bij Lahore in het huidige Pakistan. Zijn ouders, Mehta Kalu en Matta Tripat, waren hindoes en behoorden tot de koopvaardijkaste. Nanak was al toen hij nog maar een jongen was al door godsdienst gefascineerd. Zijn wens om de geheimen van het leven te onderzoeken bracht hem ertoe om zijn ouderlijke huis te verlaten.
Nānak trouwde met Sulkhni, uit Batala, en zij kregen twee zonen, Sri Chand en Lakhmi Das. Hij zette zijn godsdienstig onderzoek voort zoals voorheen. Hij ging op een ochtend, toen hij achtentwintig was, zoals gebruikelijk de rivier in en mediteerde. Men zegt dat hij drie dagen weg was. Toen hij weer verscheen, gevuld met de geest van God, zei hij: Er zijn geen hindoes en geen moslims. Hij begon toen met zijn missionariswerk.
De overlevering zegt dat hij vier grote reizen maakte, naar alle delen van India, naar Arabië en Perzië. Hij bezocht Mekka en Bagdad. Hij hield toespraken voor hindoes, jaïnisten, boeddhisten en moslims. Hij sprak in tempels en moskeeën en bij diverse bedevaartplaatsen. Het was tijdens deze periode dat hij Nanak Kabir (1441-1518) ontmoette, een heilige voor zowel hindoes als moslims. Waar hij ging sprak goeroe Nana over godsdienstige rituelen, bedevaarten, het kastenstelsel, offers, de afhankelijkheid van boeken om de ware godsdienst te leren en over andere principes die zijn onderwijs bepaalden. Nooit vroeg hij zijn luisteraars om hem te volgen. Hij vroeg de moslims om ware moslims te worden en hindoes om ware hindoes te worden.
Reflectie, meditatie en studie van het spirituele zijn de zaken die Nanak predikte toen hij de eerste elementen van het sikhgeloof ontwikkelde. Tot de ideeën van Nanak, die duidelijk worden in zijn meer dan 400 hymnen, horen de volgende:
- God, die uniek en een is, heeft het universum geschapen. Hij bestuurt het universele en persoonlijke lot door zowel rechtvaardig als genadig te handelen.

- Religie is iets dat in het eigen innerlijk moet worden gepraktiseerd, terwijl een werkelijk religieuze bedevaart is gebaseerd op iemands vermogen om bevrijding te vinden in het eigen hart. Om bevrijding te vinden, moeten mensen mediteren over de Goddelijke Naam en God zowel liefhebben als vrezen. De Goddelijke Naam wordt gebruikt als een samenvattend begrip dat de betekenis van God, Akal Purukh, omvat.

- De diepste spirituele ervaring krijg je niet door jezelf weg te cijferen, maar doordat je contact maakt met je familie, het goede voor je omgeving nastreeft en doordat je je strikt ethisch gedraagt.

Zijn laatste reis was de belangrijkste. Hoewel zijn aanhangers nog hindoes, moslims of van andere godsdiensten waren, werden zij bekend als discipelen van de goeroe oftewel sikhs. Dit keer begonnen zijn aanhangers naar hem te verwijzen als leraar of goeroe. Nanak regelde een gemeenschappelijke maaltijd. Hij eiste dat de rijken en armen, hindoes en moslims, degenen van hoge kasten en lage kasten, samen aten.
Vlak voordat Nānak stierf riep hij zijn discipelen bijeen en verzocht hun om Sohila een avondhymne te zingen. Om zowel zijn hindoeïstische als moslimaanhangers tevreden te stellen met de manier waarop hij werd begraven, wordt gezegd dat hij ervoor zorgde dat zijn lichaam na zijn dood niet achterbleef.
Citaat uit een satsang:
Hoe moet de vereniging van de Heiligen worden gekend?
Daar, de Naam van de Enige Heer wordt gezongen.
De Enige Naam is de Wil van God
Oh Nanak, de Ware Goeroe heeft mij dit begrip gegeven.
 Siree Raag Mahala 1, 71, Guru Granth Sahib 
Nanak · Angad  · Amar Das  · Ram Das · Arjan  · Hargobind · Har Rai  · Har Krisjan · Tegh Bahadur · Gobind Singh